# Arbeitsgericht Jena

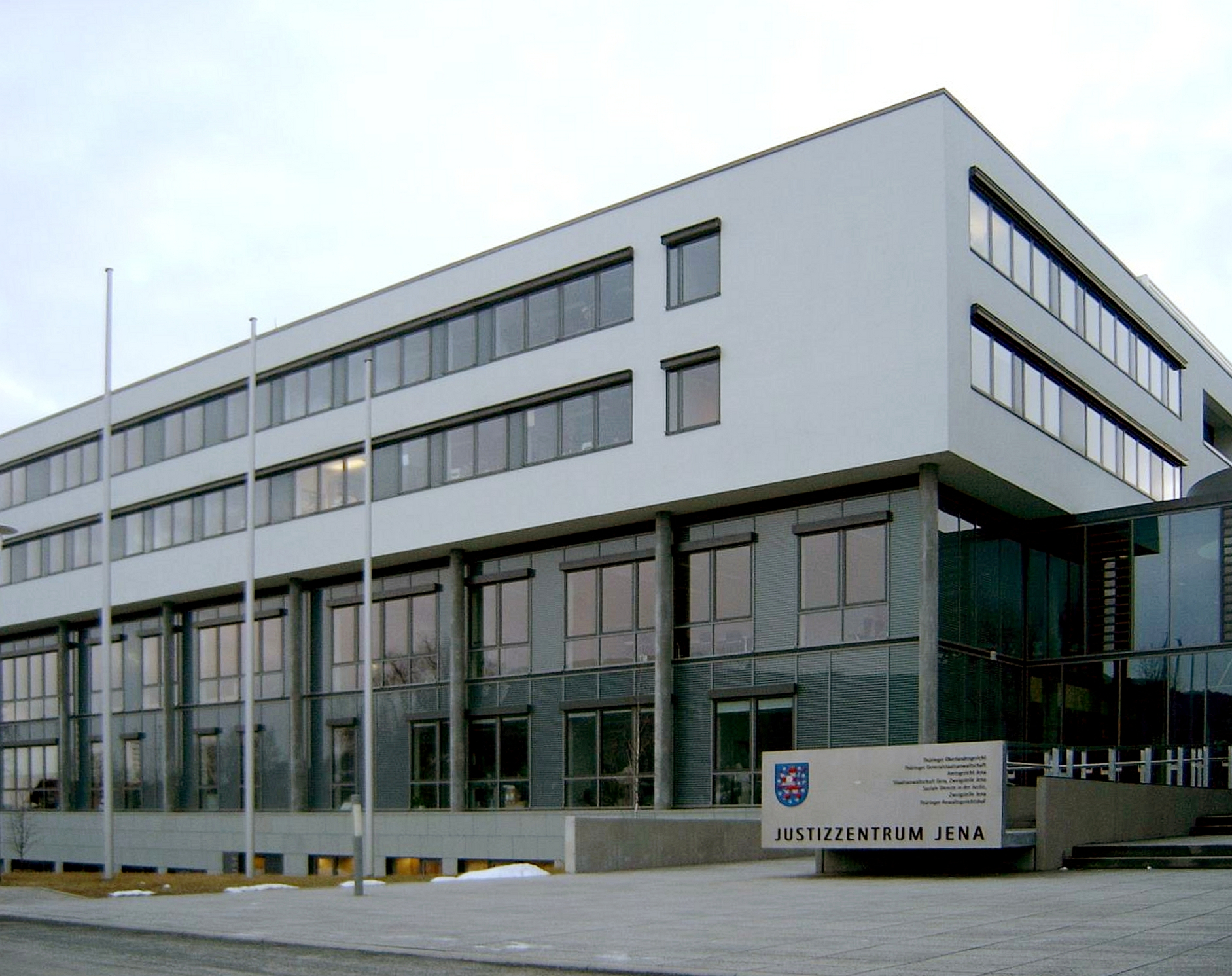
Justizzentrum in Jena

Das Arbeitsgericht Jena, ein Gericht der Arbeitsgerichtsbarkeit, war eines von sechs thüringischen Arbeitsgerichten. Es wurde zum 1. Januar 2014 mit dem Arbeitsgericht Gera mit Sitz in Gera zusammengelegt. Grund war eine Änderung des Thüringer Gesetzes zur Ausführung des Arbeitsgerichtsgesetzes (ThürAGArbGG) durch das Thüringer Haushaltsbegleitgesetz 2012, durch das auch das Eisenacher mit dem Suhler und dem Erfurter Arbeitsgericht fusioniert wurde. Das Gebäude wird derzeit von der Jugendstation Jena, einer Einrichtung der Staatsanwaltschaft, Polizei und Jugendamt, weiter genutzt.

## Gerichtssitz und -bezirk
Das Gericht hatte seinen Sitz in Jena in der August-Bebel-Str. 3 und war unter seinem Direktor Thomas Hanke örtlich für Rechtsstreitigkeiten aus der Stadt Jena, dem Saale-Holzland-Kreis und dem Landkreis Saalfeld-Rudolstadt zuständig, wobei sich seine sachliche Zuständigkeit aus dem Arbeitsgerichtsgesetz ergab.
Dem Arbeitsgericht Jena war das Thüringer Landesarbeitsgericht und im weiteren Rechtszug das Bundesarbeitsgericht übergeordnet.

## Geschichte
Gemäß Arbeitsgerichtsgesetz vom 23. Dezember 1926 wurden in Deutschland Arbeitsgerichte gebildet. Für Thüringen entstand so 1927 das Landesarbeitsgericht Jena. In Jena entstand das Arbeitsgericht Jena. Sein Sprengel umfasste den Bezirke der Amtsgerichte Jena, Camburg, Eisenberg und Stadtroda. Es bestand jeweils eine Kammer für Arbeiter, für Angestellte und für Handwerk.
Nach der Besetzung Deutschlands durch die Alliierten wurden 1945 zunächst alle Gerichte geschlossen. Die ordentlichen Gerichte wurden schon bald wieder eröffnet, während die Arbeitsgerichte zunächst außer in Hamburg nicht wieder eingerichtet wurden, so dass arbeitsgerichtliche Streitigkeiten von den ordentlichen Gerichten erledigt werden mussten. Gemäß Kontrollratsgesetz 21 sollten in Deutschland Arbeitsgerichte aufgebaut werden. So wurde in Jena wurde das Arbeitsgericht neu gebildet. In der DDR bestanden 1952 bis 1963 Arbeitsgerichte auf Kreis- und Bezirksebene. Nachdem diese 1963 in die Kreis- und Bezirksgerichte integriert worden waren, gab es keine gesonderten Arbeitsgerichte mehr.
Nach der Wende entstand das Arbeitsgericht Jena 1993 neu und wurde Ende 2013 aufgelöst.